# آل این
آل این (کره‌ای: 올인؛ انگلیسی: All In) یک مجموعه تلویزیونی محصول کره جنوبی سال ۲۰۰۳ با الهام از زندگی بازیکن حرفه‌ای پوکر جیمی چا است. در این مجموعه لی بیونگ هون و سونگ هه کیو بازی کردند. این مجموعه از ۱۵ ژانویه تا ۳ آوریل ۲۰۰۳، روزهای چهارشنبه و پنجشنبه ساعت ۲۱:۵۵ (کی‌اس‌تی) از اس‌بی‌اس برای ۲۴ قسمت پخش شد.
آل این از نظر آمار بینندگان یک موفقیت بود و رتبه‌بندی اپیزود آخر به ۴۷٫۷٪ رسید و به چهل و دومین اپیزود پربیننده درام کره‌ای در تاریخ تبدیل شد.

## بازیگران

### اصلی
- لی بیونگ هون در نقش کیم این‌ها
  - جین گو در نقش جوانی این‌ها
- سونگ هه کیو در نقش مین سو یون/ خواهر آنجلا
  - هان جی مین در نقش جوانی سو یون
- جی سونگ در نقش چوی جونگ وون
  - گو دونگ هیون در نقش جوانی جونگ وون
- پارک سول-می در نقش سو جین هی
  - شین آه در نقش جوانی جین هی

## جوایز و نامزدی‌ها
۲۰۰۳سی و نهمین جوایز هنری بکسانگ
- جایزه بزرگ (دسانگ) برای تلویزیون – آل این
- بهترین بازیگر نقش اول مرد – لی بیونگ هون

۲۰۰۳جوایز درامای اس‌بی‌اس
- جایزه بزرگ (دسانگ) – لی بیونگ هون
- جایزه بهترین بازیگر زن – سونگ هه کیو
- جایزه بازیگر برتر زن – جی سونگ
- بهترین بازیگر نقش مکمل مرد – هو جون هو
- ۱۰ ستاره برتر – لی بیونگ هون، سونگ هه کیو